# نینا کریستینسن
نینا کریستینسن (انگلیسی: Nina Christiansen؛ زادهٔ ۷ ژوئن ۱۹۶۴) ورزشکار دو و میدانی اهل دانمارک است. وی در بازی‌های المپیک تابستانی ۱۹۹۶ شرکت کرد.